# Torsby statliga allmänna gymnasium och realskola
Torsby statliga allmänna gymnasium och realskola var ett läroverk i Torsby verksamt från 1926 till 1968.

## Historia
1921 grundades Fryksände högre folkskola genom ombildning av den privata Torsby samskola bildad 1907. 1 juli 1926 ombildades den högre folkskolan till en kommunal mellanskola som  1946 ombildades till en samrealskola, från 1961 med ett kommunalt gymnasium.
1964 hade gymnasiet helt förstatligats och skolan blev då Torsby statliga allmänna gymnasium och realskola. Skolan kommunaliserades 1966 och namnändrades därefter till Frykenskolan och Stjernegymnasiet. Studentexamen gavs från 1964 till 1968 och realexamen från 1927 till 1965.
Den äldre skolbyggnaden återfinns på Frykenskolan.